# Planzolles

Planzolles este o comună în departamentul Ardèche din sud-estul Franței. În 1 ianuarie 2022 avea o populație de 162 de locuitori.